# 콘스탄틴 로자노프
콘스탄틴 블라디미르 로자노프(Constantin Wladimir Rozanoff, 러시아어: Розанов, Константин Владимирович)는 세계 2차대전에 참전한 프랑스 공군 전투조종사이다. 대령으로 전역 이후 다쏘 항공(Dassault Aviation)의 수석 시험비행사로 비행기 및 헬리콥터 총 201개 실험기종을 다루었으며 3865시간의 전투경력을 포함한 5000시간 이상 비행시간을 기록하였다. 제트 엔진 비행의 선구자 중 하나로, 프랑스에서 최초로 음속장벽을 돌파(이후 총 104번 돌파)한 인물로도 알려져 있다.

## 생애
러시아 바르샤바의 부유한 집안 태생으로, 1917년 러시아 혁명을 계기로 12세의 나이에 부모와 함께 프랑스로 이주하여 1927년에 프랑스 시민권을 얻었다. 이후 프랑스의 공과대학 에콜 상트랄 파리에 진학하여 1928년에 졸업한 다음 프랑스 공군에 입대하였다.
1933년부터 2년동안 프랑스국립고등항공우주학교에서 비행 자격증 과정을 이수하여 1935년 벨리지 빌라쿠블레에 위치한 비행센터에서 시험 비행사로 Morane-Saulnier MS.406, Dewoitine D.520, Bloch MB.152 등의 실험기종을 다루었다. 그는 1937년 Hanriot 실험기종 비행 도중 성능 이상으로 거의 목숨을 잃을뻔 하였지만 긴급탈출에 성공해 가까스로 위기를 모면했다.
로자노프는 1940년 2월 프랑스 GC II/4 비행대대 부지휘관으로 프랑스 공방전에 참전하였고 같은해 5월에 그는 Curtiss P-36 전투기로 독일 공군의 루프트바페 전투기 두 대를 추락시켰다.
이후 GC II/3 및 II/5 비행대대 지휘관으로 1942년 북아프리카 전역에 참전했으며, 이때 그가 사용한 전투기는 Curtiss P-40 기종이었다.
이듬해 영국으로 근무지를 옮겨 공군 중령으로 진급되었고 영국 왕립공군의 중앙비행학교(Central Flying School)과 미국에서 추가적으로 테스트 파일럿 교육과정을 이수한 뒤 영국의 첫 제트기 글로스 G-41 및 P-59 Airacomet, 그리고 미국의 록히드 P-80 Shooting Star 기종을 다루었다.
1945년 대령 진급과 동시에 몽드마르상 군용비행장의 실험부서를 감독하였다.
1946년 10월 공군 퇴역 이후 프랑스 다쏘 항공의 실험비행기 부서에 수석 시험비행사로 임용되어 MD-450 Ouragan (폭격기), MD.315 Flamant (군 수송기), MD.452 Mystère I, II (폭격기), MD.453 Mystère III (폭격기), MD.454 IV (초음속 폭격기) 등의 실험에 참여하였고, 1954년 2월 24일 Mystère IV 시험비행 중 프랑스 역사상 최초로 음속장벽을 돌파하였다. 이후 그는 총 104번의 음속장벽 돌파를 기록하였다.
1954년 4월 3일 Mystère IV를 타고 Melun Villaroche 비행장에서 30미터 높이의 저공비행을 하는 도중 추락하여 사망하였고, 이후 Passy 공동묘지에 매장되었으며 프랑스 공군 훈장 및 레지옹 도뇌르 훈장이 사후 수여되었다.